# Ilkowice (Ukraina)
Ilkowice (ukr. Ільковичі) – wieś na Ukrainie, w rejonie czerwonogrodzkim obwodu lwowskiego, w pobliżu Bugu. Wieś liczy ponad 600 mieszkańców.
Wieś starostwa niegrodowego sokalskiego w XVIII wieku. W II Rzeczypospolitej do 1934 samodzielna gmina jednostkowa. Następnie należała do zbiorowej wiejskiej gminy Skomorochy w powiecie sokalskim w woj. lwowskim. W związku z poprowadzeniem nowej granicy państwowej na Bugu, wieś wraz z główną częścią gminy Skomorochy znalazła się w Związku Radzieckim.